# Tepexácatl
Tepexácatl är en ort i Mexiko.   Den ligger i kommunen Tetela de Ocampo och delstaten Puebla, i den sydöstra delen av landet, 160 km öster om huvudstaden Mexico City. Tepexácatl ligger 1 754 meter över havet och antalet invånare är 220.
Terrängen runt Tepexácatl är kuperad åt nordost, men åt sydväst är den bergig. Runt Tepexácatl är det ganska tätbefolkat, med 65 invånare per kvadratkilometer. Närmaste större samhälle är Zaragoza, 18,9 km sydost om Tepexácatl. I omgivningarna runt Tepexácatl växer i huvudsak städsegrön lövskog.